# Georges Salmon (graficus)
Georges (Geo) Salmon (1924-2007) was een Belgisch graficus, journalist en maquettemaker.

## Biografie

### CBA
Salmon volgde een artistieke opleiding aan Sint-Lukas in Schaarbeek. Toen de Belgische tekenfilmstudio Compagnie belge d'actualités (CBA) in 1944 zijn intrek nam in Brussel, zocht het nieuwe medewerkers. Salmon reageerde op hun oproep en werd aangeworven als "traceur", wat inhield dat met behulp van een penseelde potloodtekeningen van de twee tekenaars Eddy Paape en Jacques Eggermont op cellofaan moest overtrekken met inkt. Hij leerde er André Franquin en Maurice De Bevere (later bekend als "Morris") kennen, die rond dezelfde periode werden aangenomen als respectievelijk animator en "traceur". De collega's bij CBA zouden ook in de rest van zijn carrière een rol spelen.

### Dupuis
Na het opdoeken van CBA in 1946 bracht Morris zijn collega's in contact met uitgeverij Dupuis, waarvoor hij al enkele opdrachten kreeg tijdens zijn periode bij CBA. Dupuis' tijdschrift Le Moustique (waarvan Humoradio, het latere Humo, de Nederlandstalige tegenhanger was) zocht nieuwe illustratoren en Salmon, Paape en Franquin werden aangenomen. Dupuis is ook de uitgeverij achter het stripblad Spirou/Robbedoes, wat destijds voor de jonge tekenaars interessante perspectieven bood. Ondanks dat zijn collega's de stap naar het jeugdblad zetten, ging Salmon niet mee. Hij was net getrouwd met Margueritte Vanderlinden en zocht daarom een stabielere job. Hij vond zichzelf naast de andere tekenaars weinig talentvol en verliet de stiel. Hij ging aan de slag bij een economisch dagblad.

### Maquettes
Salmon bleef echter in contact met zijn voormalige collega's. Zijn vriendschap met Franquin werd vereeuwigd in het verhaal De erfenis (1946-1947) uit de reeks Robbedoes en Kwabbernoot, getekend door Franquin. Daarin had hij een cameo als piloot. In dezelfde reeks hielp hij Franquin bij De zwarte hoeden#De zwarte hoeden aan beeldmateriaal voor de beweging van paarden en zijn hobby in modelvliegtuigen, waar Franquin al eens bij kwam kijken, gaf de tekenaar inspiratie voor Mysterie aan de grens. Franquin omschreef Salmon ook in de jaren 80 nog steeds als een echte vriend.
Voor die collega's maakte Salmon maquettes voor hun stripverhalen. Als maquettemaker maakte Salmon gebruik van het pseudoniem Geo Salbert. Franquin heeft in de loop der jaren een aantal uitvindingen bedacht voor Robbedoes en Kwabbernoot. Hij maakte daarbij schetsen die hij wou omgezet zien in maquettes, zodat hij zich voor zijn tekeningen kon baseren op een driedimensionaal model. Franquin deed voor het maken van die modellen beroep op Salmon, die geïnteresseerd was in modelbouw. Vanaf 1950 wordt Salmon zo maquettemaker voor de reeks. Zijn eerste model was een speelgoedvliegtuigje met afstandsbediening voor het verhaal Mysterie aan de grens, later gevolgd door onder meer de Kwabberhefschroef, de auto's Tarbot I en II en de voertuigen van Zwendel.
Voor het blad Spirou ontwierp Salmon enkele maquettes die de lezers zelf in elkaar konden steken. In 1961 begon het met een paddenstoel van de Smurfen, gevolgd door een diligence van Morris.

### Marsupilami
Na het verhaal Robbedoes en de erfgenamen, waarin Robbedoes en Kwabbernoot de Marsupilami vangen en in een dierentuin onderbrengen, wist Franquin niet goed wat hij met het fictieve dier moest doen. Dat het dier opgesloten zit in een dierentuin zinde hem echter niet. Hij deed zijn relaas bij Salmon, die hem aanraadde verder te gaan met de Marsupilami. Franquin antwoordde dat als hij een idee had voor een verhaal, hij geïnteresseerd was. Salmon zorgde voor een synopsis, dat Franquin effectief gebruikte voor een nieuw verhaal, De roof van de Marsupilami. Alleen het einde paste hij aan. Salmons pseudoniem Jo Almo wordt vanwege zijn synopsis in het album vermeld. In 2009 werd in Piccolo in veldgroen, een one-shot in de reeks Robbedoes en Kwabbernoot van Yann en Olivier Schwarze, postuum verwezen naar dit pseudoniem: op een tweetalig straatnaambordje prijkt de naam Rue Jo Almo straat.

### Motor- en autorubriek
In de jaren 60 zei Salmon de economische journalistiek vaarwel. Onder invloed van Franquin werd hij aangeworven door Dupuis als verantwoordelijke voor het publiciteitsmateriaal. Onder het pseudoniem Pipette maakte hij voor het blad Spirou/Robbedoes van 1964 tot en met 1972 ook een motorrubriek, die van tekeningen werd voorzien door Jidéhem. In de periode 1966-1975 maakte hij, hier weer onder de naam Salbert, tegelijk ook een autorubriek voor concurrent Tintin/Kuifje, enkele keren voorzien van tekeningen van Mittéï. In 1986 en 1987 volgde een tweede motorreeks in Spirou, Essai motard, dan getekend door Charles Degotte.
- Virtual International Authority File: 305970522